# Marcopolo Senior
De Marcopolo Senior is een microbus, geproduceerd door de Braziliaanse busfabrikant Marcopolo S.A..
De bus is zowel geschikt voor tourvervoer als voor openbaar vervoer en is beschikbaar met een of twee deuren.
Senior heeft al 4 versies gewonnen, de eerste in 1983 ter vervanging van Marcopolo Junior, en één in 2005 tot op de dag van vandaag.

## Chronologie
- 1983-1989
- 1989-1995
- 1999-2005
- 2005-actueel

## Types
Er zijn 3 versies Marcopolo Seniorbussen, namelijk:
- City
- Tourism
- Midi

|                                                            | City                                                              | Tourism                                                           | Midi |
| ---------------------------------------------------------- | ----------------------------------------------------------------- | ----------------------------------------------------------------- | --- |
| Bouwjaren                                                  | ?? - heden                                                        | ?? - heden                                                        | ?? - heden |
| Carrosserie                                                | Marcopolo                                                         | Marcopolo                                                         | Marcopolo |
| Chassis                                                    | *Mercedes Benz LO 812 *Mercedes Benz LO 914 *Mercedes Benz LO 915 | *Mercedes Benz LO 812 *Mercedes Benz LO 914 *Mercedes Benz LO 915 | *Mercedes-Benz OF 1418 *Mercedes-Benz OF 1722 *Volkswagen 15.180 EOD *Volkswagen 17.210 EOD *Agrale MA 12T *Iveco 65C18, |
| Versnellingsbak                                            | Automaat                                                          | Automaat                                                          | Automaat |
| Totale lengte                                              | 7 100 mm 7 920 mm 8 290 mm                                        | 8 795 mm                                                          | 9 580 mm 10 480 11 140mm                                                                                                 |
| Totale breedte                                             | 2 350 mm                                                          | 2 350 mm                                                          | 2 500 mm |
| Hoogte (incl. dakunit)                                     | 3 060 mm                                                          | 3 060 mm                                                          | 3 240 mm |
| Hoogte (excl. dakunit)                                     | 2 860 mm                                                          | 2 860 mm                                                          | 3 080 mm |
| Aantal zitplaatsen1                                        | 15 tot 30 personen                                                | 35 personen                                                       | 40 tot 48 personen |
| Aantal staanplaatsen                                       | 10 tot 25 personen                                                | 0 personen                                                        | 17 tot 25 personen |
| Max. aantal passagiers2                                    | ca. 40 personen                                                   | ca. 35 personen                                                   | ca. 65 personen |
| 1=afhankelijk van stoelindeling; 2=Inclusief staanplaatsen |                                                                   |                                                                   | |

## Inzet
Dit model bus wordt in Nederland alleen ingezet door enkele touringcarbedrijven.
Naast Nederland wordt deze bus ook ingezet in België bij TEC voor hun Proxibus-projecten. Ook komen enkele exemplaren voor in onder andere Duitsland, Frankrijk en Roemenië.
| Bedrijf                        | Aantal | Serie       | Inzet                                         | Opmerking           |
| België                         | België | België      | België                                        | België              |
| ------------------------------ | ------ | ----------- | --------------------------------------------- | ------------------- |
| TEC                            | 1      | 3903        | Henegouwen                                    |                     |
| TEC                            | 3      | 5132 - 5134 | Luik - Verviers                               |                     |
| TEC                            | 5      | 6936 - 6940 | Waals-Brabant                                 |                     |
| TEC                            | 1      | 7090        | Charleroi                                     |                     |
| Nederland                      |        |             |                                               |                     |
| Dortmans                       | 1      | 56          | Tourvervoer                                   |                     |
| KN Travel                      | 1      | BS-DS-86    | Tourvervoer                                   |                     |
| Personenvervoer Van Dijk       | 1      | BS-PZ-09    | Tourvervoer en versterkingsritten in Delfzijl |                     |
| Ringelberg Tours               | 1      | 128         | Tourvervoer                                   | Niet meer in dienst |
| South West Tours               | 1      | 21          | Tourvervoer                                   |                     |
| Taxi-personenvervoer Maasdriel | 1      | 37          | Tourvervoer                                   |                     |
| TCR Tours                      | 1      | 533         | Tourvervoer                                   |                     |
| Tours & Travel Services        | 1      | BP-JV-87    | Tourvervoer                                   |                     |
| Twin Tours                     | 1      | 48          | Tourvervoer                                   |                     |